# Antropización

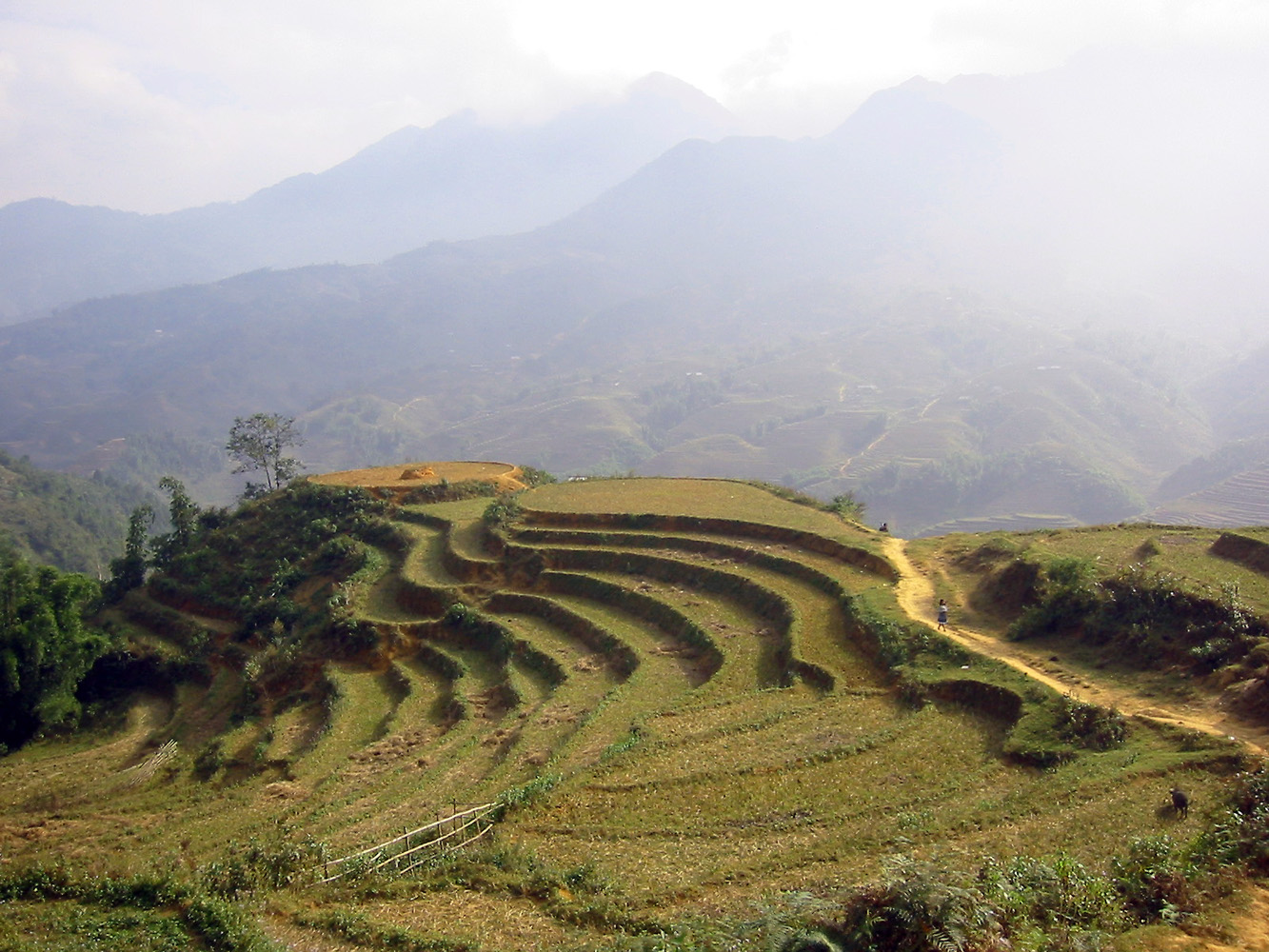
Transformación del terreno para agricultura en Vietnam.

La antropización es la transformación que ejerce el ser humano sobre el medio, ya sea sobre el biotopo o la biomasa. También un animal que interactúa permanentemente con un humano puede ser antropizado conductualmente.

## Transformación conductual antrópica sobre los seres vivos
La permanente interacción de los animales domésticos con el hombre produce ciertos grados de antropización, ya sea aprendida por repeticiones o por costumbres co-habitacionales repetitivas. Por ejemplo, un perro  como mascota puede adquirir ciertas conductas que emulan la conducta humana, caminar sobre dos patas, manipular un picaporte o un botón de alerta etc.  Un perro lazarillo, aprende a reconocer las condiciones de tránsito, un mono puede manipular un control de televisión o un teléfono. El mejor ejemplo en este sentido son los animales de circo.

## Transformación geográfica del medio ambiente por la actividad humana.
El término es utilizado para referirse en forma general a toda transformación que el hombre produce sobre el medio, ya sea urbanización, agricultura, silvicultura, introducción de especies exóticas en general, desmonte, minería, tendido de cables, construcción de caminos y puentes, dragado de vías navegables, construcción de diques y embalses, etc.
Muchas veces la gran antropización de la naturaleza es la que elimina grandes ecosistemas complejos, exterminando especies y generando pérdida de biodiversidad y de equilibrio en el planeta. Hoy en día podemos ver las devastadoras consecuencias de casos extremos de antropización como la gigantesca deforestación del Amazonas, las centrales hidroeléctricas (represas) que cortan el río en dos dividiendo así a muchas especies, también se incluye en esto a las grandes ciudades que crecen y crecen invadiendo así lugares donde antes existían ricos ecosistemas. Quitándole así lugar a la naturaleza salvaje que había envuelto todo el planeta Tierra en los siglos, milenios y decenas de milenios del pasado.